# Le Bourguet
Le Bourguet är en kommun i departementet Var i regionen Provence-Alpes-Côte d'Azur i sydöstra Frankrike. Kommunen ligger i kantonen Comps-sur-Artuby som tillhör arrondissementet Draguignan. År 2022 hade Le Bourguet 47 invånare.

## Befolkningsutveckling
Antalet invånare i kommunen Le Bourguet
| Referens: INSEE |